# Henry Bardon
Henry Bardon (* 8. Oktober 1910 in Angoulême; † 6. Mai 2003) war ein französischer Altphilologe. Er war Professor für lateinische Literatur an der Universität Poitiers.
Bardon wurde 1940 an der Sorbonne promoviert (Les Empereurs et les lettres latines d’Auguste à Hadrien).
1964 erhielt er den Preis für französische Sprache (Prix de la langue francaise) der Académie française für Le génie latin. 1957 erhielt er den Prix Bordin für La littérature latine inconnue, sein zweibändiges Hauptwerk über unbekannte bzw. weniger bekannte lateinische Autoren. Bardon hatte auch zeitweise den Franqui-Lehrstuhl in Brüssel.

## Schriften
- Le vocabulaire de la critique littéraire chez Sénèque le rhéteur, Les Belles Lettres 1940.
- L’Art de la composition chez Catulle, Paris: Les Belles Lettres, Bordeaux 1943
- La littérature latine inconnue, 2 Bände, Paris: Klincksieck, 1952, 1956.
- Le festin des dieux. Essai sur l’humanisme dans les arts plastiques, Presses Universitaire de France, 1960
- En lisant le Mercure Galant, essai sur la culture latine en France au temps de Louis XIV, Rom 1962
- Le Génie latin, Brüssel: Latomus 1963
- Les Empereurs et les lettres latines d’Auguste à Hadrien, Paris: Les Belles Lettres 1968 (Dissertation von 1940)
- Propositions sur Catulle, Brüssel: Latomus 1970
- mit Raoul Verdière: Vergiliana : recherches sur Virgile, Leiden: Brill 1971

Von ihm stammen Ausgaben des Geschichtswerks von Quintus Curtius Rufus über Alexander den Großen (1947/48), der Gedichte von Catull (Catulli Carmina, Brüssel, Latomus 1970, Carmina, De Gruyter 1973, Reprint 2015, Catulli Veronensis Carmina, Teubner 1973), von Les Tragiques von Théodore Agrippa d’Aubigné.